# Thairopora lunti
Thairopora lunti är en mossdjursart som beskrevs av Soule, Soule och Chaney 1991. Thairopora lunti ingår i släktet Thairopora och familjen Thalamoporellidae. Inga underarter finns listade i Catalogue of Life.